# Martin Müller (Maler, 1961)

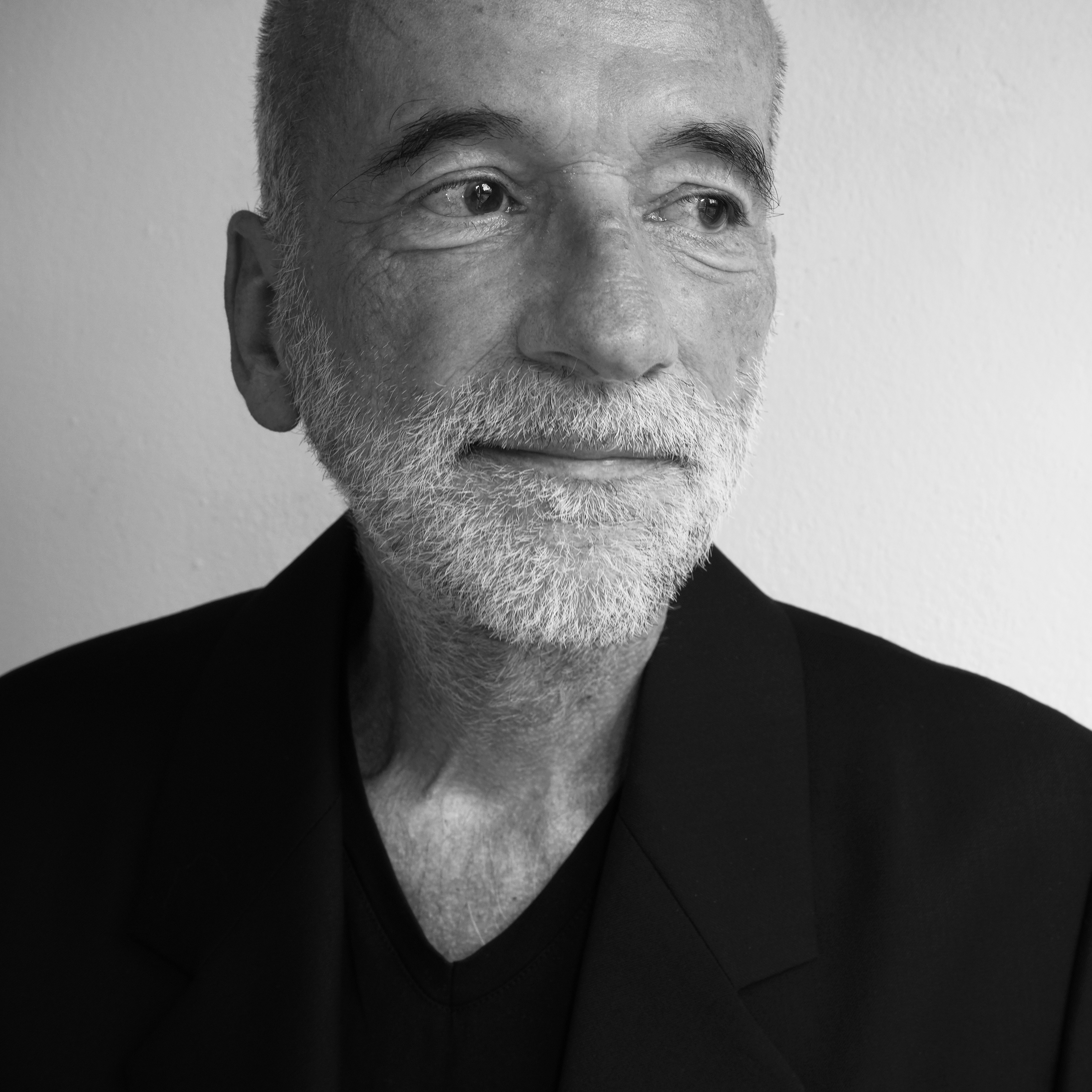
Martin Müller (2024)

Martin Müller (* 1961 in Emmerich) ist ein deutscher Maler, Designer und Kurator. Er war Gründungsdirektor des PAN kunstforum in Emmerich mit der Sammlung Ursula und Ernst Müller und Direktor der OSTRALE in Dresden.

## Leben und Wirken
Martin Müller studierte Kunstgeschichte, Philosophie und Germanistik an der Universität Köln. 1993 promovierte er bei dem Kunstsammler, Mäzen und Museumsgründer Peter Ludwig. Seine Dissertation trägt den Titel Wie man dem toten Hasen die Bilder erklärt – Schamanismus und Erkenntnis im Werk von Joseph Beuys.
Müller war bis 2007 Gründungsdirektor des interdisziplinären Museums PAN kunstforum in Emmerich. Von 2009 bis 2012 war er, gemeinsam mit Andrea Hilger, künstlerischer Leiter der Ostrale in Dresden, des drittgrößten Festivals für zeitgenössische Kunst in Deutschland. 2009 gründete er gemeinsam mit Anne Müller das Kunsthochschulprojekt „IAM – international art moves“ mit 23 beteiligten Hochschulen und Universitäten weltweit und ist international als Gastprofessor und Dozent tätig.
Müller realisierte seit 1993 mehr als 150 Ausstellungen als Kurator in Institutionen in Deutschland, England, den Niederlanden, Belgien, USA und Frankreich bis hin zum Europäischen Parlament und den Vereinten Nationen.
Ausstellungsorte seiner Arbeit als Maler waren unter anderem E.ON Kassel und Rotterdam, Europäische Kulturhauptstadt Valletta/Malta, Zeche Fürst Leopold/Dorsten, St. Annenkirche – Deutsche Woche/St. Petersburg, Industrieverbände Neustadt a.d.W., Galerie vorn und oben/Belgien, Ostrale Biennale/Dresden, Kunstquartier Bethanien/Berlin, Art Athina/Athen, Verbände Druck und Medien Hamburg und Hannover, Beiersdorf SE/Hamburg, Contemporary Art Ruhr (C.A.R.)/Essen, Künstlerverein Malkasten/Düsseldorf.
Seit 2019 lebt und arbeitet Martin Müller in Brandenburg an der Havel.